# Osiedle Graniczna
Osiedle Graniczna – osiedle we wschodniej części miasta Skierniewic.

## Charakter osiedla
Osiedle charakteryzuje się wyłącznie zabudową jednorodzinną. Nazwa osiedla wywodzi się od głównej ulicy Graniczna. Przy wjeździe na osiedle od ulicy Rawskiej znajduje się stary zabytkowy cmentarz żydowski założony prawdopodobnie w I połowie XIX wieku.

## Komunikacja
Osiedle nie posiada bezpośredniego połączenia autobusowego MZK Skierniewice. Najbliższy przystanek miejskich linii znajduje się przy ulicy Trzcińskiej oraz Kopernika. 
Przystanek PKS Skierniewice znajduje się na ul. Rawskiej przy ogródkach działkowych im. Feliksa Kotowskiego.